# Gymnopleurus purpureus
Gymnopleurus purpureus là một loài bọ cánh cứng trong họ Bọ hung (Scarabaeidae).